# Опера за три гроша
Опера за три гроша (Die Dreigroschenoper) је мјузикл који је написао Бертолд Брехт, а за који је музику компоновао Курт Веил. Дело представља марксистичку критику капиталистичког света, по чему је Бертолт Брехт био навелико познат. Ово дело је адаптација Просјачке опере, баладне опере енглеског композитора Џона Гаја. Овај комад је премијерно изведен 31. августа 1928. године у Берлину.
До 1933. године, када су Брехт и Веил били приморани да напусте Немачку, због сопствене сигурности, представа је преведен на 18 језика и изведена је више од 10.000 пута по европским позориштима. Песме из Опере за три гроша су постале надалеко познате и популарне, пре свега "Die Moritat von Mackie Messer" ("Балада Макија Ножа") и "Seeräuberjenny" ("Гусарка Џени").

## Увод
Комад је смештен у викторијанском Лондону, а радња се фокусира на Макбета, као неморалног криминалца.
Макбет ( "Маки" или "Маки Нож" ) се жени са Поли Пичем. То се не допада њеном оцу, који контролише све просјаке Лондона, и он настоји да Макбет буде обешен. Његови покушаји су отежани чињеницом да је начелник полиције, Тигар Браун, друг из војске Макија Ножа. Ипак, Пичем врши свој утицај и на крају успева у намери да Маки буде ухапшен и осуђен на смрт вешањем. Маки ипак успева да се извуче у последњем тренутку када, у својеврсној пародији на срећне крајеве, долази краљичин гласник и доноси помиловање за Макија и чак му даје титулу Барона.
Опера за три гроша је дело епског театра. Она доводи у питање конвенционалне идеје о имовини. Такође она је један од првих примера модерног музичког жанра комедије.

## Ликови
| НАЗИВ УЛОГЕ                                                  | ГЛАС ЗА ПЕВАЊЕ |
| ------------------------------------------------------------ | -------------- |
| Маки Нож, највећи криминалац Лондона                         | тенор-баритон  |
| Џонатан Џеремаја Пичем, власник компаније "Пичем и просјаци" | баритон        |
| Силија Пичем, жена Џонатана Пичема                           | мецо-сопран    |
| Поли Пичем, ћерка Џонатана Пичема                            | сопран         |
| Џеки "Тигар" Браун, начелник полиције                        | баритон        |
| Луси Браун, ћерка Џекија Брауна и љубавница Макија Ножа      | сопран         |
| Џени, проститутка, љубавница Макија Ножа                     | мецо-сопран    |
| Филч, пропалица који креће да ради за Џонатана Пичема        | тенор          |
| Смит, заменик начелника полиције                             | баритон        |
| Волтер, слуга Пичема                                         | тенор          |
| Матија, слуга Пичема                                         | тенор          |
| Јаков, слуга Пичема                                          | тенор          |
| Џими, слуга Пичема                                           | тенор          |
| Еди, слуга Пичема                                            | тенор          |

## Синопсис представе
Представа се састоји из три чина:

### Први чин
Прича почиње у компанији Џонатана Пичема, шефа свих лондонских просјака, који облачи и обучава просјаке у замену за проценат њиховог пазара од просјачења. У првој сцени, код Пичема долази Филч, младић који је претучен од стране Пичемових слуга јер је просио без дозволе Џонатана Пичема. Њих двојица се договарају да ће Филч убудуће смети да проси, али да ће морати да даје 50% добијених пара Пичему.
Након одласка Филча, Пичем постаје свестан да се његова ћерка Поли није вратили кући претходне ноћи. Пичем сазнаје да је у то умешан Маки Нож и одлучује да му се освети по сваку цену.
У следећој сцени се одвија венчање Макија Ножа и Поли Пичем, у подруму Тирга Брауна, уз присуство подмићеног попа и макијевих бандита. У једном тренутку, после венчања улази Тигар Браун, и ту се открива да су он и Маки Нож стари пријатељи из војске и да га је Тигар Браун много пута спасио сигурног затвора.

### Други чин
Поли упозорава Макија да ће њен отац покушати да га ухапси. Успева да га наговори да побегне из града на неко време, а Маки Нож јој за узврат оставља банду на управљање, и свим његовим бандитима наређује да слушају искључиво Поли. Пре него што оде из града, Маки свраћа у куплерај, не слутећи да га је једна од његових љубавница одала Силији Пичем и да се спрема његово хапшење. Убрзо Макија хапсе и одводе у затвор. То Макију није превелики проблем јер зна да ће га његов пријатељ Тигар Браун ослободити, што се убрзо и дешава.

### Трећи чин
Тигар Браун долази код господина Пичема, са намером да ухапси њега и све његове просјаке, али одустаје од тога када сазна да је Пичем већ поставио просјаке на позиције и они само чекају његово наређење да изађу на улице и упропасте крунисање краљице. Увидевши то, Тигар Браун пристаје да ухапси опет Макија Ножа и да га обеси. Положај Макија одаје његова љубавница, проститутка Џени, која га је и први пут одала. 
У следећој сцени Маки Нож је опет у затвору и покушава на све начине да дође до пара како би подмитио полицајце да га пусте, али му то не успева јер су га сви напустили. Вешала су већ припремљена и само се чека 18 часова да Маки буде обешен. У тачно 18 часова се дешава обрт. Џонатан Пичем излази пред публику и говори да ће поштедети Макија и најављује краљичиног гласника на коњу. Долази гласник и саопштава да ја Маки Нож ослобођен и награђен са дукатима и титулом Барона.

## Филмска адаптација
Снимљено је више филмских адаптација комада Опера за три гроша, али је свакако најпознатија америчка верзија из 1989. године снимљена у холандско-мађарској продукцији.
Овај филм се звао "Маки Нож". У главним улогама су били Раул Хулија, Ричард Харис и Џулија Мигенес.

## Опера за три гроша у Србији
Представа се тренутно може видети на сцени Српског народног позоришта из Новог Сада. Ова верзија представе је рађена у копродукцији са Краљевским позориштем "Зетски Дом" са Цетиња. Режију потписује Томи Јанежич а у главним улогама су глумци Срђан Граховац и Борис Исаковић. Такође, представу на редовном репертоару за 2016. годину има и театар младих "Театар 5" из Београда.